# 池田浩士
池田 浩士（いけだ ひろし、1940年6月20日 - ）は、日本のドイツ文学者、評論家、京都大学名誉教授。 専門分野はドイツ文学、現代文明論、ファシズム文化研究。 

## 経歴
1940年、滋賀県大津市で生まれた。慶應義塾高校から、慶應義塾大学文学部独文科に進んだ。後に作家となる車谷長吉とは大学時代の友人であった。1963年に卒業し、同大学大学院に進学。1968年、博士課程を満期退学した。
1968年、京都大学教養部講師に就いた。後に助教授昇格。教養部が改組後、京都大学総合人間学部教授となった。2004年に京都大学を定年退官し、名誉教授となった。その後は京都精華大学教授として教鞭をとった。2013年に京都精華大学を退職。

## 研究内容・業績
- 専門はドイツ文学。特にルカーチ・ジェルジやナチズムに関する研究や翻訳を精力的に行っている。
- ドイツ文学者としての枠を超えて大衆小説や死刑廃止問題、天皇制問題、憲法九条問題、寄せ場研究などについての幅広い著作や発言を行っている。

## 著作

### 著書
- 『似而非物語 池田浩士評論集』序章社 1972
- 『初期ルカーチ研究』合同出版 1972
- 『ルカーチとこの時代』平凡社 1975
- 『ファシズムと文学：ヒトラーを支えた作家たち』白水社 1978
- 『教養小説の崩壊』現代書館 1979
- 『抵抗者たち：反ナチス運動の記録』TBSブリタニカ 1980
  - 新版 軌跡社 1991
  - 改題増補版『抵抗者たち』共和国 2018
- 『闇の文化史 モンタージュ年代』（駸々堂出版 1980
- 『大衆小説の世界と反世界』現代書館 1983
- 『ふぁっしょファッション 池田浩士表現論集』社会評論社 1983
- 『隣接市町村音頭』青弓社 1984
- 『仮設縁起絵巻』貝原浩戯画、現代書館 1985
- 『文化の顔をした天皇制』社会評論社 1986
  - 新版 2004年
- 『死刑の「昭和」史』インパクト出版会 1992
- 『権力を笑う表現? 池田浩士虚構論集』社会評論社 1993
- 『「海外進出文学」論・序説』インパクト出版会 1997

- 『火野葦平論：「海外進出文学」論・第1部』インパクト出版会 2000
- 『歴史のなかの文学・芸術 参加の文化としてのファシズムを考える』河合ブックレット 2003
- 『虚構のナチズム：「第三帝国」と表現文化』人文書院 2004
- 『子どもたちと話す天皇ってなに?』現代企画室 2010
- 『石炭の文学史 「海外進出文学」論・第2部』インパクト出版会 2012
- 『ヴァイマル憲法とヒトラー：戦後民主主義からファシズムへ』岩波書店 2015
- 『戦争に負けないための二〇章』共和国 2016
- 『ドイツ革命：帝国の崩壊からヒトラーの登場まで』現代書館 2018
- 『ボランティアとファシズム：自発性意図と社会貢献の近現代史 』人文書院 2019
- 『福澤諭吉　幻の国・日本の創生』人文書院 2024

著作集
- 『池田浩士コレクション』(全10巻) インパクト出版会、2004-2022年

### 共編著
- 『ドイツ語の本』好村冨士彦・野村修共著、三一書房 1977
- 『検証・「昭和の思想」』(全5巻) 天野恵一共編（社会評論社 1988-94
- 『戦争責任と戦後責任』(コメンタール戦後50年 3) 編、社会評論社 1995
- 『<大衆>の登場 ヒーローと読者の20～30年代』「文学史を読みかえる」研究会編、インパクト出版会 1998
- 『死刑文学を読む』川村湊共著、インパクト出版会 2005
- 『逆徒「大逆事件」の文学』編、インパクト出版会 2010
- 『〈いま〉を読みかえる 「この時代」の終わり』「文学史を読みかえる」研究会編、インパクト出版会 2007
- 『大東亜共栄圏の文化建設』編 高村竜平、藤井祐介、藤原辰史、鷲谷花、渡辺洋介共著、人文書院 2007
- 『蘇らぬ朝「大逆事件」以後の文学』編、インパクト出版会 2010
- 『いま、「共和制日本」を考える 9条を1条に』堀内哲編 杉村昌昭・平井玄共著、第三書館 2011
- 『深海魚　響野湾子短歌集』編、インパクト出版会 2021

### 編訳
- 『時代精神と文学』エルンスト・フィッシャー著、合同出版 1967
- 『ルカーチとの対話』訳（合同出版 1968
- 『ルカーチ・ブロッホ・ゼーガース表現主義論争』編訳、盛田書店 1968
- 『現代文学論』レオ・コクラー（英語版）著、松本嘉久共訳、合同出版 1971
- ジェルジ・ルカーチ『ソルジェニーツィン』（紀伊国屋書店 1971
- 『ルカーチ初期著作集』(政治編 1) 訳編、合同出版 1971
- 『ベルトルト・ブレヒトの仕事 ブレヒトの文学・芸術論』石黒英男責任編集、五十嵐敏夫・好村冨士彦・内藤猛・野村修共訳、河出書房新社 1972
- 『回想と反省 文学とコミンテルンの間で』エルンスト・フィッシャー著、人文書院 1972
- 『ルカーチ初期著作集』(全4巻)三一書房 1975-76
- 『論争歴史と階級意識』編訳、河出書房新社 1977
- 『この時代の遺産』エルンスト・ブロッホ著、三一書房 1982
  - 文庫化 ちくま学芸文庫、水声社
- 『生きられた思想 対話による自伝』ジェルジ・ルカーチ著、イシュトヴァーン・エルシ（英語版）編、白水社 1984
- 『表現主義論争』れんが書房新社 1988
- 『ドイツ・ナチズム文学集成 第1 ドイツの運命』編訳、柏書房 2001
- 『ナチズム 地獄と神々の黄昏』ブロッホ著、藤原辰史・本庄史明共訳、水声社 2008

## 参考
- デジタル版日本人名大事典